# Университет Карнеги — Меллона
Университет Карне́ги — Ме́ллона (англ. Carnegie Mellon University; CMU) — частный университет и исследовательский центр, расположенный в Питтсбурге (штат Пенсильвания, США). Основан в 1900 году Эндрю Карнеги как Техническая школа Карнеги, в 1912 году школа получила статус Технологического института Карнеги с правом присвоения четырёхлётней степени. В 1967 году, после объединения с Институтом промышленных исследований Меллона, ранее входившим в состав Питтсбургского университета, институт был преобразован в Университет Карнеги — Меллона.
Университет занимается исследованиями в области науки и техники, инноваций в областях информационных технологий, робототехники и искусственного интеллекта. Университет также известен во многих других областях, включая менеджмент, экономику и лингвистику. Имеет партнёрские отношения с IBM и другими известными компаниями.
Университет имеет филиал в Катаре (с 2004 года), совместные проекты в нескольких странах мира, включая центр подготовки IТ-кадров в университете Иннополис.
Выпускниками Университета в разные годы стали Джон Форбс Нэш (лауреат Нобелевской премии по экономике 1994 года за «Анализ равновесия в теории некооперативных игр» в соавторстве), Энди Уорхол (художник), Чарлз Эрвин Уилсон (министр обороны США с 1953 по 1957 г.), Эдгар Митчелл (астронавт NASA), Джеймс Гослинг (создатель Java), Стефани Кволек (изобретатель кевлара), Стивен Бочко (сценарист и продюсер, лауреат десяти премий «Эмми») и другие.

## Кампус
Главный кампус располагается в пяти километрах от деловой части Питтсбурга между районами Шенли-парк и Скуиррел-Хилл, Шейдисайд и Окленд. Площадь кампуса составляет 0,57 км2 (140 акров). На западе граничит с кампусом Питтсбургского университета.
В течение многих десятилетий центром студенческой жизни на кампусе был Скибо-Холл. Оригинальное здание постройки 1950-х годов, выполненное в характерном для периода стиле, было снесено и на его месте возвели современное здание, пригодное для эксплуатации беспроводных сетей.

## Рейтинг
Образование в области компьютерных технологий, конструирования, бизнеса и экономики, государственной службы, информационных систем, психологии, развлекательных технологий, социальных и управленческих наук (decision science) и искусств считается одним из лучших.
В 2010 году Университет в рейтинге U.S. News & World Report занял 23-е место, в рейтинге журнала Times Higher Education — 20-е и 34-е в мировом QS World University Rankings. Университет считается лучшим в подготовке специалистов в области информатики. В 2021 году Университет в рейтинге Forbes занял 49 место.